# Першотравнева сільська рада (Зіньківський район)
Першотравнева сільська рада — колишній орган місцевого самоврядування у Зінківському районі Полтавської області з центром у селі Першотравневе.

## Населені пункти
Сільраді були підпорядковані населені пункти:
- c. Першотравневе
- с. Велика Пожарня
- с. Кілочки
- с. Кругле
- с. Свічкарівщина
- с. Храпачів Яр
- с. Шенгаріївка